# Distrito de Gotinga
El Distrito de Gotinga (en alemán: Landkreis Göttingen) es el distrito rural (Landkreis) más meridional del estado federado de Baja Sajonia (Alemania). El distrito limita al oeste con el distrito de Kassel, situado en el estado federado de Hesse, al norte con los distritos de Northeim y Osterode am Harz, al este con el distrito de Eichsfeld en el estado federado de Turingia y al sur con el distrito de Werra-Meißner en el estado federado de Hesse.

## Historia
En 1885 el Gobierno prusiano estableció los distritos de Göttingen, Münden y Duderstadt dentro de la provincia de Hannover. El distrito de Gotinga se construye con la composición territorial que se conoce en la actualidad el 1 de enero de 1973. 

## Composición del distrito
Municipios
| - 1. Adelebsen, (6.937) - 2. Bovenden, (13.749) - 3. Duderstadt, ciudad, Municipio autónomo (22.815) - 4. Friedland [Ubicación: Groß Schneen] (10.152) - 5. Gleichen [Ubicación: Reinhausen] (9.629) | - 6. Gotinga, ciudad (118.983) - 7. Hann. Münden, ciudad, Municipio autónomo (25.191) - 8. Rosdorf (12.196) - 9. Staufenberg [Ubicación: Landwehrhagen] (8.435) |

Agrupaciones de Municipios (Samtgemeinden) con sus integrantes
* Ubicación de la Administración
| - 1. Samtgemeinde Dransfeld (9.701) 1. Bühren (551) 2. Dransfeld, Ciudad * (4.233) 3. Jühnde (1.080) 4. Niemetal [Sitz: Varlosen] (1.711) 5. Scheden (2.126) | - 2. Samtgemeinde Gieboldehausen (14.617) 1. Bilshausen (2.404) 2. Bodensee (815) 3. Gieboldehausen, * (4.116) 4. Krebeck (1.143) 5. Obernfeld (1.012) 6. Rhumspringe (2.060) 7. Rollshausen (982) 8. Rüdershausen (944) 9. Wollbrandshausen (655) 10. Wollershausen (486) | - 3. Samtgemeinde Radolfshausen (7.690) 1. Ebergötzen * (1.891) 2. Landolfshausen (1.242) 3. Seeburg (1.653) 4. Seulingen (1.470) 5. Waake (1.434) |

## Hermanamientos
El Landkreis Göttingen mantiene relaciones de amistad y colaboración con:
- District Stroud (Gloucestershire), desde 1951;
- Suresnes (Francia), desde 1959
- London Borough of Hackney, desde 1973;
- Komitat Fejér (Hungría), desde 2000